# Стенли Болдуин
Стенли Болдуин (на английски: Stanley Baldwin; 1-ви граф Бюдли (на английски: 1st Earl Baldwin of Bewdley) е британски политик, член Консервативната партия, 55-и, 57-и и 59-и министър-председател на Обединеното кралство през 22 май 1923 — 22 януари 1924, 4 ноември 1924 — 4 юни 1929 и 7 юни 1935 — 28 май 1937 г.